# Университет Малайя
Малайский университет (малайск. Universiti Malaya) — старейший и наиболее престижный университет в Малайзии. Этот публичный исследовательский университет расположен в центральной части города Куала-Лумпура, Малайзия. Входит в элитную группу 5 исследовательских университетов Малайзии.

## История создания
Создан в 1962 году на базе куала-лумпурского отделения (с 1959 г.) сингапурского Малайского Университета, основанного в 1949 году. В свою очередь, последний был образован в результате слияния Медицинского колледжа им. короля Эдварда VII (осн. в 1905 г.) и Колледжа Раффлза (осн. в 1928 г.). В этой связи датой создания УМ считают иногда 1905 г.. Первым ректором университета был британский профессор Александр Оппенгейм (1903—1997), а первым президентом — тогдашний премьер-министр Абдул Рахман.

## Структура университета
В составе университета 12 факультетов (гуманитарных и общественных наук, экономический, педагогический, инженерный, юридический, медицинский, стоматологический, вычислительной техники и информатики, бизнеса и бухгалтерского дела, естественных наук, языков и лингвистики, архитектуры), 2 академии (ислама, малайских исследований), 6 центров (диалога цивилизаций, культурный, физкультуры и спорта, изучения основ наук, семейных отношений, продолжающегося обучения), 6 институтов (исследований и менеджмента, аспирантуры, Азии и Европы, международный институт общественной политики и менеджмента, исследований Китая, основ наук), библиотека (свыше 2 млн единиц хранения).
На факультете языков и лингвистики среди прочих иностранных языков преподаётся русский язык.
15 общежитий. Имеется также Музей искусства Азии, картинная галерея, Медицинский центр с больницей на 870 мест, Ботанический сад (Rimba Ilmu), экспериментальная ферма, экспериментальный театр, симфонический оркестр.
Преподавание ведется на малайском и английском языках. 14 416 студентов, 11 638 магистрантов и докторантов и 2442 преподавателя (2012). 69,4 % выпускников получают работу сразу же после окончания университета (2008, Tracer Study).

## Аккредитации
Бизнес-школа Малайского Университета имеет две международные аккредитации, а именно: Ассоциацию по развитию университетских школ бизнеса (AACSB) и Ассоциацию MBA (AMBA).

## Рейтинг
В мировом рейтинге QS World University Ranking университет в 2017 году поднялся на 114 место — единственный из университетов Малайзии, вошедший в первые 200 лучших университетов мира. В последнем рейтинге QS World University Ranking в 2020 году университет занял 70 место среди лучших университетов мира. В рейтинге малайзийских университетов он всегда на первом месте. В 2002 году университет был сертифицирован как отвечающий требованиям международных стандартов MS ISO 9001:2000 — первый из малайзийских университетов.

## Сотрудничество с Россией
- 10 декабря 2012 года подписан Меморандум взаимопонимания с Институтом Востоковедения РАН, определяющий дальнейшее продвижение российско-малайзийских научных контактов. Меморандум предусматривает проведение совместных исследовательских проектов, организацию совместных семинаров и конференций, обмен научными кадрами.
- 30 марта 2015 года состоялось подписание Меморандума о взаимопонимании и об академическом сотрудничестве с Национальным исследовательским Томским государственным университетом, целью которого является научно-образовательное сотрудничество[4].

## Президенты (канцлеры) университета
- Премьер-министр Малайзии Абдул Рахман (1962—1986)
- Cултан Перака Азлан Мухибуддин Шах (1986—2014)
- Cултан Перака Назрин Муизуддин Шах (c 2014 года)

## Ректоры университета
- А. Оппегейм (1956—1965)
- Дж. Гриффитс (1967—1968)
- Унгку Абдул Азиз (1968—1988)
- Сеид Хуссейн Алатас (1988—1991)
- Мохамад Таиб Осман (1991—1994)
- Абдулла Сануси Ахмад (1994—2000)
- Анвар Заини М. Заин (2000—2003)
- Хашим Якуб (2003—2006)
- Рафия Салим (2006—2008)
- Гаут Джасмон (2008—2013)
- Мохд. Амин Джалалудин (2013—2017)
- Абдул Рахим Хашим (2017-2020)
- Мохд. Хамди Абд. Щукор (с 2020 г.)

## Галерея

Арка у въезда в университет со стороны Куала-Лумпура
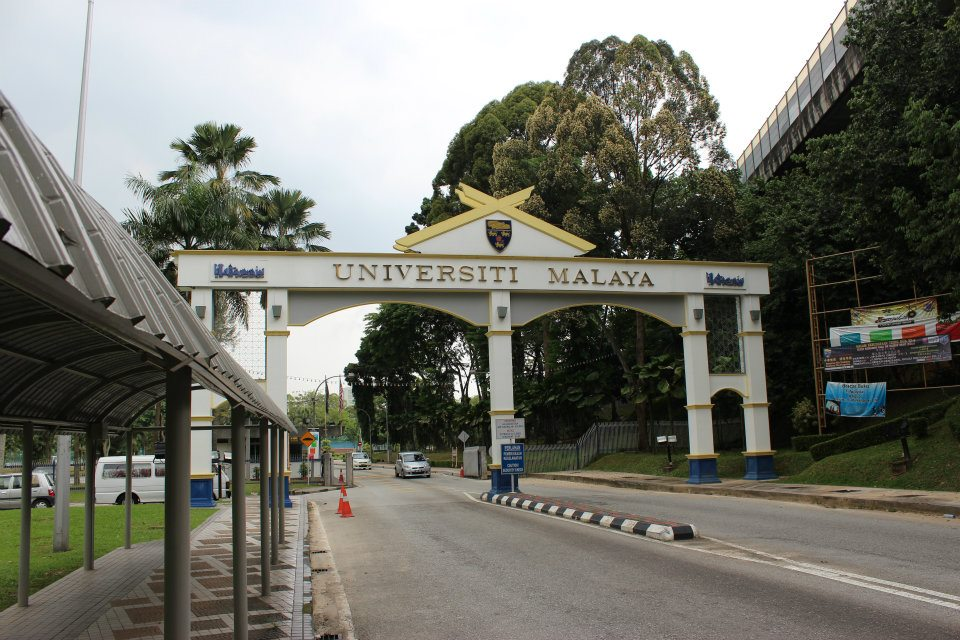
Факультет гуманитарных и общественных наук
Дни русского языка в Малайском Университете 1 апреля 2010
Юридический факультет
Экзаменационный центр
Факультет языков и лингвистики
Факультет архитектуры
Мемориальная библиотека им. Заабы
В Русском центре Малайского Университета
Главная библиотека
Академия малайских исследований
Открытие Недели детской книги в Малайском Университете. Поэтесса Сити Зайнон Исмаил. 3.11.2012
Студенты на праздновании Дня славянской письменности и культуры в Университете Малайя. 24 мая 2012 года
Выпускники 2012 года после церемонии вручения дипломов
Факультет естественных наук
Мечеть Малайского Университета
Медицинский центр Малайского Университета